# Tibor Pézsa

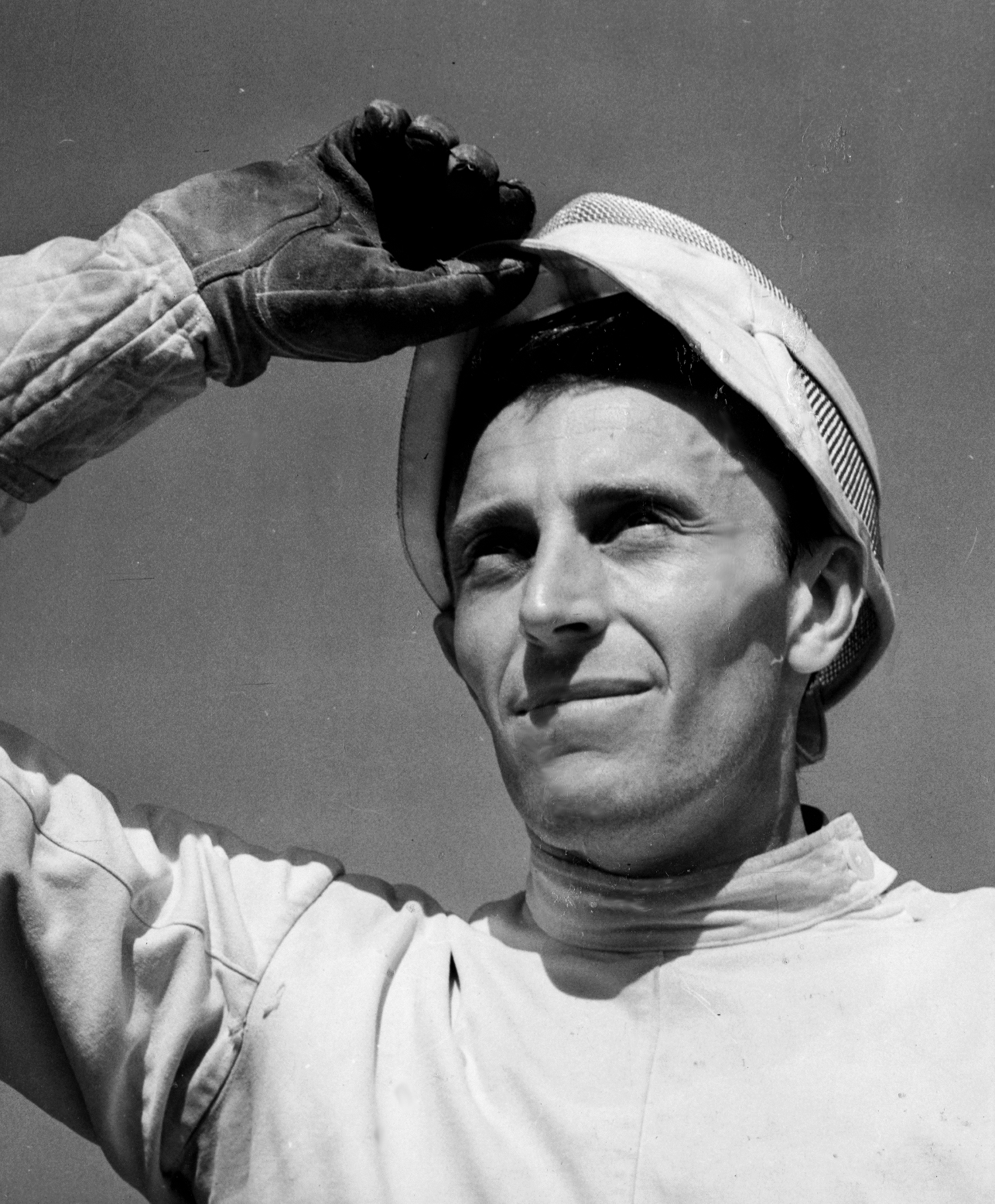
Tibor Pézsa (1967)

Tibor Pézsa (* 15. November 1935 in Esztergom) ist ein ehemaliger ungarischer Säbel-Fechter. Er gewann bei Olympischen Spielen eine Gold- und drei Bronzemedaillen.

## Erfolge
Tibor Pézsa nahm an den Olympischen Sommerspielen 1964 in Tokio teil und gewann dort die Goldmedaille im Säbel-Einzel. Mit der Mannschaft konnte er den fünften Platz erreichen. Vier Jahre später, bei den Olympischen Sommerspielen 1968 in Mexiko-Stadt, gewann Pézsa Bronzemedaillen sowohl im Einzel als auch mit der Mannschaft. In München bei den Olympischen Sommerspielen 1972 wurde er im Einzel Fünfter. Mit der Mannschaft gewann er erneut Bronze.
Bei den Weltmeisterschaften 1962 in Buenos Aires gewann er Silber mit der Mannschaft, 1963 in Danzig mit der Mannschaft Bronze.
Bei der Weltmeisterschaft 1966 wurde Pézsa Mannschaftsweltmeister und Vizeweltmeister im Einzel, bei der Weltmeisterschaft 1967 gewann er Silber mit der Mannschaft und Bronze im Einzel. Tibor Pézsa wurde bei der Weltmeisterschaft 1970 Weltmeister im Einzel, mit der Mannschaft Vizeweltmeister.